# Serra de Matacanyes
La Serra de Matacanyes és una serra situada al municipi de Seròs a la comarca del Segrià, amb una elevació màxima de 175,8 metres.